# مجیدرضا رهنورد
مجیدرضا رهنورد (۲۶ خرداد ۱۳۷۸ – ۲۱ آذر ۱۴۰۱) کشتی‌گیر ایرانی و یکی از بازداشت‌شدگان خیزش ۱۴۰۱ ایران بود که در ۲۱ آذر ۱۴۰۱ به فاصله ۲۳ روز از زمان بازداشت، با حکم دادگاه انقلابِ مشهد اعدام شد. او در جریان دادگاه بدون طی شدن تشریفات قانونی، به کشتن دو بسیجی و زخمی‌کردن چهار بسیجی دیگر در جریان خیزش ۱۴۰۱ ایران در مشهد، متهم شده بود. این اعدام منجر به برانگیخته‌شدن موجی از خشم در ایران و جهان گردید.
رهنورد بر روی یکی از دستانش خالکوبی نماد ملی شیر و خورشید را داشت؛ دستی که قبل از اعدام و در زمان شکنجه ابتدا سوزانده و سپس شکسته شده بود.

## بازداشت و محاکمه
مجیدرضا رهنورد روز ۲۸ آبان در جریان خیزش سراسری ۱۴۰۱ بازداشت شد. فرایند دادگاه و صدور حکم او به سرعت و بدون طی شدن تشریفات قانونی و تنها پس از پنج روز از بازداشت انجام شد. او متهم شد که در روز ۲۶ آبان در خیابان «حر عاملی» مشهد به شش بسیجی حمله کرده و در جریان این حمله دو تن از آنان کشته و چهار تن دیگر مجروح شده‌اند. قاضی برای او حکم «محاربه» صادر و به اعدام محکوم شد و حکم او در کمتر از دو هفته از جلسه دادگاه اجرا شد.

### اشکالات روند دادرسی
پنجشنبه ۲۶آبان در خیابان حرعاملی مشهد، اراذل و اوباش بسیجی مقابل خانه #مجیدرضا_رهنورد اقدام به فحاشی و عربده‌کشی و ایجاد رعب‌ووحشت نمودند… اراذل بسیجی به داخل خانه‌ها و مغازه‌های مردم گاز اشک‌آور شلیک کردند. خواهر و مادر #مجیدرضا_رهنورد در خانه به شدت ترسیده بودند. مجید از پنجره اعتراض می‌کند اما بسیجیان باز هم فحاشی کردند. به مادر مجید فحش دادند که مجید دیگر نتوانست تحمل کند و به خیابان آمد…مغازه‌دارهای اطراف را تا ساعتهای طولانی در مغازه‌هایشان حبس کردند. برخی مغازه‌داران تا روزهای منتهی به حکم نیز تحت فشار و بازداشت بودند. تمام تصاویر دوربین‌های مداربسته را که نشان می‌داد قبل حادثه چه اتفاقاتی رخ داده، جمع کردند…

—مسعود کاظمی روزنامه‌نگار و فعال حقوق بشر

#### وکیل تسخیری
فعالان حقوق بشر روند دادرسی او را ناعادلانه خواندند. خبرگزاری هرانا گزارش داد که او امکان بهره بردن از وکیل تعیینی یا انتخابی نداشته و در دادگاه نیز فرصت دفاع از خودش را پیدا نکرده بود. خانواده او وکیلی استخدام کردند اما دادگاه آن وکیل را برکنار و وکیل تسخیری برای او در نظر گرفتند. دفاعیه «محمد سررشته دار» که به عنوان وکیل تسخیری توسط دادگاه انتخاب شده بوده نشان می‌دهد که این وکیل تمامی اتهامات وارده به موکل خود را تأیید کرده و خطاب به قاضی دادگاه انقلاب گفته تمامی مستندات پرونده کامل است که به معنی «فقدان دفاع از متهم» است. او گفته است «موکل چاقو را در آستین خود پنهان می‌کند. مسلم است متهم ۲ نفر را به شهادت رسانده و ۴ نفر را زخمی کرده است». سعید دهقان، وکیل حقوق‌بشر اعدام او را یک «قتل حکومتی» نام برده چرا که همه اعضای دادرسی از وکیل تا قاضی دادگاه «حکومتی» بوده‌اند.

#### سرعت محاکمه تا اجرای حکم
او ۲۳ روز پس از دستگیری اعدام شده. با در نظر گرفتن تاریخ جلسه دادگاه در واقع او در مدت زمان کمتر از دو هفته و پس از جلسه اول دادگاه به دار آویخته شد. پگاه بنی‌هاشمی، کارشناس حقوق این اقدام را یادآور دادگاه‌های صحرایی دانسته است. او معتقد است روند صدور احکام در ایران تا پیش از این به این سرعت نبوده. دادگاه در روز ۸ آذر به پایان رسیده و یک روز بعد قاضی دادگاه انقلاب، «هادی منصوری» حکم اعدام او را صادر کرده، طی شدن فرایند دادرسی و سپس فرجام‌خواهی در دیوان عالی کشور طی ۱۲ روز (بدون احتساب روزهای تعطیل) انجام شده است که این در نظام جمهوری اسلامی بی‌سابقه است.

#### دفاع مشروع
مطابق ماده ۱۵۷ «قانون مجازات اسلامی»، انجام وظیفه ماموران مسلح باید در حد لازم باشد و اگر بیش از حد مجاز از قدرت نظامی استفاده کنند، رفتار شهروندان در برابر آن‌ها «دفاع مشروع» محسوب می‌شود.

مقاومت در برابر قوای انتظامی و دیگر ضابطان دادگستری در مواقعی که مشغول انجام وظیفه خود باشند، دفاع محسوب نمی‌شود لکن هرگاه قوای مزبور از حدود وظیفه خود خارج شوند و حسب ادله و قرائن موجود خوف آن باشد که عملیات آنان موجب قتل، جرح، تعرض به عرض یا ناموس یا مال گردد، دفاع جایز است.

—ماده ۱۵۷ قانون مجازات اسلامی ایران
دلایلی که ثابت کند رهنورد ضارب دو مأمور امنیتی بوده، از سوی قوه قضاییه و در اطلاعیه‌هایی که منتشر کرده است، وجود ندارد. در صورتی که رهنورد به فرض ضارب دو مأمور بوده باشد، هنوز مشخص نیست دو مأمور چه عملکردی داشته‌اند و در آن زمان در خیابان مشغول چه کاری بودند و آیا این عمل او مصداق دفاع مشروع بوده است یا خیر. همچنین مشخص نیست اعمال کیفر احتمالی را بتوان به فرد دستگیر شده نسبت داد. آیا فردی که دستگیر و سرانجام اعدام شده، همان فرد ضارب بوده است؟ آیا او در زیر فشار، شکنجه و بدرفتاری مجبور به اعتراف علیه خود شده یا ادله کافی وجود داشته است؟ هرانا در توییتی با اشاره به رفتار نماینده دادستان در دادگاه این اقدام را با «صحنه‌سازی» در دادگاه نوید افکاری مقایسه کرد.

## شکنجه و آزار خانواده
نخستین تصویر منتشر شده از مجیدرضا چند روز پس از بازداشت و در اتومبیل مأموران حکومتی در راه انتقال به دادگاه، نشان می‌دهد از بینی او خون جاریست. تصویر دیگر در دادگاه نیز وی را با دست شکسته و گچ گرفته نشان می‌دهد. همچنین اعترافی اجباری از او در حالی که دستش شکسته و در گچ است از سوی رسانه‌های حکومتی ایران منتشر شد. بر روی این دست شکسته تصویر شیر و خورشید خالکوبی شده بود.
گزارش‌های منتشر شده حکایت از پلمب شدن مغازه کیف و کفش‌فروشی وی دارد. خانواده رهنورد و محل زندگی آنها مورد اذیت و آزار شبانه‌روزی بسیجی‌ها و لباس شخصی‌های حکومت قرار دارند.

#### حمله به خانه
در شبکه‌های اجتماعی تصاویری از منزل مسکونی خانواده مجیدرضا رهنورد در خیابان حر عاملی مشهد منتشر شده است که نشان می‌دهد پنجره‌های خانه او شکسته شده و روی دیوار و در منزل او علامت‌گذاری و شعارنویسی‌هایی بر ضد او نوشته شده است. کاربران شبکه‌های اجتماعی این اقدام را با رفتار فاشیستی آلمان نازی علیه مخالفینش مقایسه کرده‌اند. در یکی از تصاویر زنی با پوشش چادر در حال سلفی گرفتن با خانه آسیب دیده مجیدرضا رهنورد است.

#### اخلال در مراسم سوگواری
نیروهای امنیتی وابسته به حکومت در ۲۲ آذر ۱۴۰۱ مانع حضور تعداد زیادی از مردم که قصد شرکت در مراسم سوگواری او را داشتند، شدند. نیروهای امنیتی جمهوری اسلامی درهای مسجدی را که قرار بود مراسم ترحیم مجیدرضا رهنورد در آن برگزار شود، بستند و از ورود مردم و برگزاری مراسم جلوگیری کردند. همچنین پس از بسته شدن در و جلوگیری از حضور مردم، برخی مردم شعارهایی علیه نظام جمهوری اسلامی و در حمایت از خیزش ۱۴۰۱ ایران سر دادند.

## اعدام

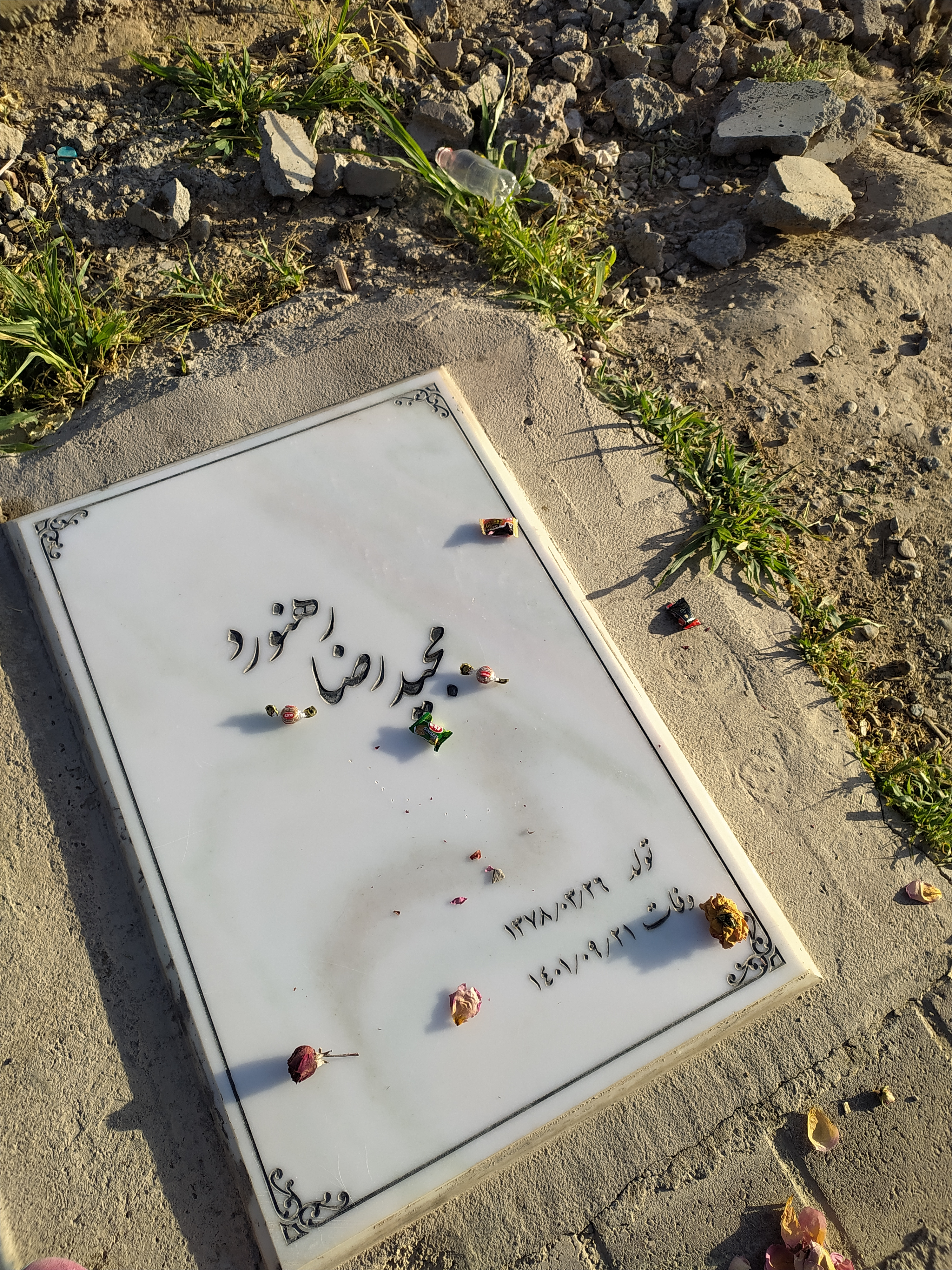
سنگ قبر رهنورد

مجیدرضا رهنورد بامداد روز ۲۱ آذر ۱۴۰۱ در مشهد به دار آویخته شد. پس از بازداشت زمانی که مادرش را ملاقات کرده بود، مأموران «هیچ صحبتی از اعدام نکردند و مادرش با لبخند و امید به اینکه پسرش آزاد می‌شود آنجا را ترک کرده است.» همچنین گفته شده مادر او در صبح روز اعدام و زمانی که نیروهای جمهوری‌اسلامی داشتند مجیدرضا را به خاک می‌سپردند توانسته خود را به پیکر او برساند و از اعدام بی اطلاع بوده است.در تصاویری که رسانه‌های جمهوری اسلامی منتشر کرده‌اند، مراسم اعدام او با حضور مأموران با صورت‌های پوشانده و در محوطه‌ای که با بلوک‌های سیمانی مسدود بود انجام شد.
غلامعلی صادقی، رئیس کل دادگستری خراسان رضوی در جریان اجرای حکم مجیدرضا رهنورد و آویختن او به دار «از کلیه عوامل انتظامی و امنیتی که در کوتاه‌ترین زمان ممکن نسبت به انجام وظایف قانونی خود اقدام کرده و همچنین مسولان و هیئت رسیدگی کننده قضایی» تشکر کرده است.

### وصیت‌نامه
چند روز بعد از اعدام او ویدیویی از رسانه‌های وابسته به جمهوری اسلامی از مجیدرضا رهنورد منتشر شد. در این ویدیو در حالی که دست او شکسته شده‌بود، چشم‌بند داشت و تعدادی نیروی امنیتی او را احاطه کرده‌بودند، خبرنگار صداوسیما از او می‌پرسند که در وصیت‌نامه خود چی نوشته‌ای و او می‌گوید: «کجا خاکم کنند و دوست ندارم گریه کنند سر مزار، دوست ندارم برایم نماز و قرآن بخوانند. … شادی کنند و آهنگ شاد پخش کنند.»

## واکنش‌ها

#### افراد و نهادهای ایرانی
- گروهی از زنان زندانی در زندان اوین از جمله فریبا اسدی، نرگس محمدی، صبا کردافشاری، گلرخ ایرایی، گلاره عباسی، سپیده قلیان، بهاره هدایت در ۲۱ آذر ۱۴۰۱ در «دفتر افسر نگهبان تحصن کردند و سرود خواندند» و با ارسال نامه‌ای از مردم خواستند که با فریاد «اعدام را متوقف کنید» به خیابان بروند. آنها همچنین نوشته‌اند: «ما نیز در کنار شما، گرچه در زندان، همراهی خود را با خیابان - که به حکم اسارت از آن محروم مانده‌ایم - اعلام کرده و برای بیان مخالفت خود با اعدام در دفتر افسر نگهبان بند زنان زندان اوین، امروز در تاریخ ۲۱ آذر ماه با خواندن سرود و سر دادن شعار تحصن می‌کنیم.»[۲۹]
- پگاه بنی‌هاشمی، حقوقدان گفت اجرای حکم اعدام ۲۳ روز پس از بازداشت یادآور دادگاه‌های صحرایی است و حتی روند صدور احکام در ایران تا پیش از این به این سرعت نبوده است.[۱۳]
- سعید دهقان، وکیل حقوق‌بشر اعدام مجیدرضا رهنورد را «قتل حکومتی» نام برد. او در توئیتی گفت که چون «شاکی»، «دادستان»، «قاضی» و «وکیل» پرونده رهنورد «حکومتی» بوده‌اند، دلیل مرگ او اعدام نیست و قتل حکومتی است.[۱۲]
- گلشیفته فراهانی، بازیگر سینما در پستی در اینستاگرام خود نوشت: «سکوت و انفعال شما یعنی حمایت از ظلم و ظالم. آوردن چاقو توسط نماینده دادستان در دادگاه و نسبت دادن آن به مجیدرضا رهنورد، یادآور اعتراف‌گیری اجباری و صحنه سازی برای نوید افکاری بود. این بزرگ‌ترین گیوتین تاریخ، مالکیت تمامی چاقوها را به مردم بی‌گناه نسبت می‌دهد»[۳۰]
- مهناز افشار، بازیگر سینما در توئیتی در واکنش به اعدام او نوشت: «رژیم جمهوری اسلامی، قاتل زندگی، جوانی و زیبایی! قاتل و تخریب‌گر ایران! شرم بر شما»[۳۰]
- پرستو صالحی، بازیگر سینما با انتشار ویدیویی در صفحه اینستاگرام خود گفت هشتگ «اعدام نکنید» و درخواست مردم از حکومت ایران برای لغو اعدام‌ها نتیجه‌ای ندارد.[۳۰]
- ابوالفضل قدیانی، فعال سیاسی در متنی اعدام مجیدرضا رهنورد را محکوم کرد و نوشت «علی خامنه‌ای جبار خودکامه و خونریز ایران و عمالش در قوه قضاییه و سرکوبگرانش در دستگاه‌های امنیتی، انتظامی و نظامی مصداق تام و تمام تروریست، مفسد فی‌الارض و محاربند.»[۳۱]
- رضا پهلوی، در توییتی در واکنش به اعدام او گفت «توقف ماشین کشتار و اعدام جمهوری اسلامی تنها با به زیر کشیدن این رژیم ضدایرانی و ضدانسانی ممکن است» او همچنین «نخبگان سیاسی کشور» را برای «سرنگونی جمهوری اسلامی» به همکاری دعوت کرد.[۲۳]
- در ۳۰ دی برای او تندیس ساخته شد.[۳۲]

#### افراد و نهادهای بین‌المللی
- آنالنا بربوک، وزیر امور خارجه آلمان گفت: «این اعدام‌ها تلاشی آشکار برای ترساندن است نه به این دلیل که افراد مرتکب جرمی شده باشند بلکه صرفاً نظرات خود را در خیابان بیان می‌کنند و فقط می‌خواهند مثل ما در آزادی زندگی کنند.»[۳۳]
- هانا نیومن، نماینده آلمان در پارلمان اروپا، در توییتی با اشاره به اعدام مجیدرضا رهنورد بدون آخرین ملاقات با خانواده نوشت که این «بی‌رحمی محض است.»[۳۴]
- نوربرت روتگن، نماینده مجلس آلمان در توییتی نوشت: «محسن شکاری توسط رژیم اعدام شد. همین‌طور مجیدرضا رهنورد. ده‌ها اعدام هم در بلوچستان اتفاق افتاده که کسی از آن اینجا صحبت نمی‌کند. ۴۷۵ تظاهرکننده کشته شدند. ۱۸ هزار نفر زندانی شدند. اگر اکنون وقت عمل نیست پس چه زمانی وقت عمل است؟»[۲۹]
- مارگوت والستروم، وزیر سابق امور خارجه سوئد با محکوم کردن اعدام مجیدرضا رهنورد، از جامعه بین‌الملل خواست سپاه پاسداران را به عنوان یک «سازمان تروریستی» شناسایی کند.[۳۳]
- وزارت خارجه فرانسه در بیانیه‌ای اعدام مجیدرضا رهنورد، معترض ایرانی را شدیداً محکوم کرد. در بیانیه‌ای این اقدم را «نقض شدید» و «غیرقابل قبول» حقوق و آزادی‌های اساسی از سوی جمهوری اسلامی نامید.[۲۹]
- مود پتی، نماینده مجلس فرانسه در توییتی گفت که مجیدرضا رهنورد از یک «محاکمه عادلانه» محروم بوده و افزود که «نباید در مقابل بی‌عدالتی و اقدامات ضدانسانی سکوت کرد.»[۲۹]
- کمیسیون حقوق بشر سازمان ملل با ابراز انزجار از اعدام او اعلام کرد که از جان سایر معترضانی که به اعدام محکوم شدند، بیمناک است و استفاده از مجازات اعدام با حق حیات سازگاری ندارد.[۲۹]
- وندی شرمن، معاون وزیر خارجه آمریکا، اجرای حکم مجیدرضا رهنورد را به شدت محکوم کرد و در توییتی گفت: «ما اعدام در ملاء عام مجیدرضا رهنورد، معترض ایرانی در پی یک دادگاه نمایشی را به شدیدترین وجه محکوم می‌کنیم. اعدام او اقدام ظالمانه دیگری بود که هدف آن ساکت کردن ایرانیان شجاعی است که برای اعاده حقوق خود دست به اعتراض مسالمت آمیز می‌زنند.»[۳۵]
- ووپکه هوکسترا، وزیر امور خارجه هلند در واکنش به اعدام او و محسن شکاری، سفیر ایران در هلند را در پاسخ به درخواست مجلس هلند فراخواند. او گفت: «همه ما رویدادهای وحشتناکی را که آنجا در حال وقوع است، شاهدیم. مردان و زنان شجاع به خیابان می‌آیند و همزمان رژیم به شدت اقدام به سرکوب آنها می‌کند که گزارش‌های وحشتناکی دراین‌باره منتشر شده، از جمله اعدام معترضان. این مسئله کاملاً غیرقابل پذیرش است.»[۳۶]
- شهردار برلین در نامه‌ای به سفیر جمهوری اسلامی در این شهر نوشت «ما خشونت وحشیانه و اعدام مردمی که برای آزادی و حقوق بشر تظاهرات کرده‌اند را محکوم می‌کنیم.»[۳۷]
- وزیران خارجه کانادا، استرالیا و نیوزیلند در یک بیانیه‌ای مشترک انزجار خود را از اعدام معترضان اعلام کردند. آن‌ها از جمهوری اسلامی خواستند فوراً همه حکم‌های اعدام را متوقف و این مجازات غیرانسانی را لغو کند.[۳۷]